# Ecosia
Ecosia és un motor de cerca web, amb base a Berlín, que dona la totalitat dels seus beneficis a organitzacions conservacionistes sense ànim de lucre, centrada actualment en la tasca de replantar arbres. Com a "negoci social", Ecosia és una empresa neutra de CO2 que dona suport a la plena transparència financera i està certificada per B-labs com a B-corporation.
L'entitat, juntament amb els seus col·laboradors, ha plantat fins al 2020 milions d'arbres.

## Motor de cerca
Els resultats de cerca d'Ecosia són proveïts per Bing i els algoritmes de cerca propis d'Ecosia. Com molts altres motors de cerca, Ecosia mostra anuncis al costat dels seus resultats de recerca. Els socis de Microsoft Bing paguen a Ecosia per cada clic que es fa en un enllaç patrocinat per haver dirigit l'usuari al seu anunciant.
El que guanya Ecosia per cada clic en un anunci varia força, en funció del valor d'allò que s'anuncia. Per exemple, si es busquen termes com "crèdit", "compte bancari" o "panell solar" apareixeran més anuncis lucratius que si es busca "xocolata" o "adhesius".
En general, un sol clic en un del anuncis més lucratius pot finançar diversos abres, d'altres poden finançar-ne una part. Tenint en compte que no tots els usuaris de Ecosia fan clic en un anunci cada cop que fan una cerca, Ecosia afirma que cada cerca aporta al voltant de 0,005 euros. Calen al voltant de 45 cerques (0.2 €) per finançar la plantada d'un sol arbre (consultat el 4 de gener de 2019). A més, en els FAQs l'empresa assegura que “els algoritmes [són] actius, és a dir, que estan dissenyats per detectar clics falsos i invalidar-los".
Ecosia també recapta fons a través del seu segon producte, EcoLinks, una extensió del navegador que permet als usuaris donar de franc a Ecosia a través de les seves compres en línia. Els operadors de botigues en línia paguen una comissió a Ecosia (normalment una taxa d'entre el 2% i el 10%) si l'usuari arriba a la seva botiga online a través de fer clic a un enllaç d'Ecolink i compra un bé o servei.
Ecosia dona suport als filtratges de cada país però no a la presentació d'informació global a data de juliol de 2016.

## Història

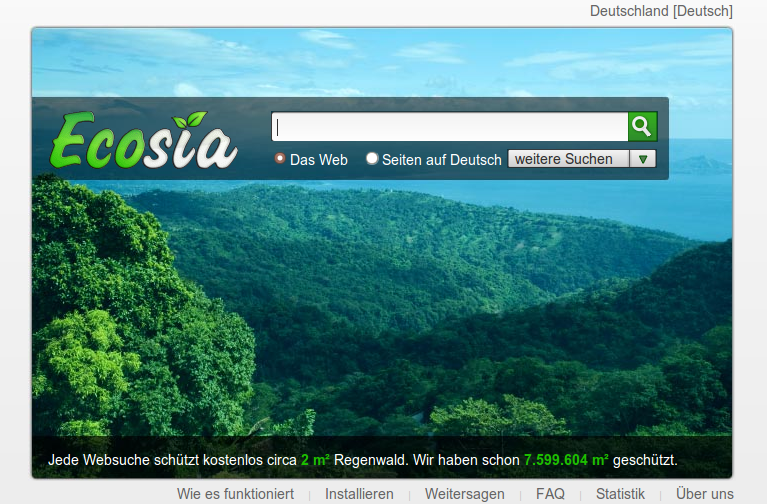
Captura de pantalla d'Ecosia el 3 de febrer de 2010

A setembre de 2009, Ecosia va rebre 21.500 dòlars com a capital llavor, i el motor de cerca es va estrenar el 7 de desembre de 2009, coincidint amb xerrades sobre el clima a càrrec de l'ONU a Copenhaguen. Amb el temps, Ecosia ha donat diners a diferents programes de plantació d'arbres. Fins al desembre de 2010, les donacions d'Ecosia varen anar a un programa del WWF Alemanya que protegia el parc nacional de Juruena a l'Amazònia. Per tal d'assegurar-se que la protecció es mantenia, el programa també va crear finances de la fusta i comunitats locals.

## Socis
Amb la posada en marxa de la versió 26 (el 26 de gener de 2016), el navegador web Pale Moon va afegir Ecosia com un dels motors de cerca per defecte. Des de la versió 8 (el 15 de febrer de 2016), el navegador web Polarity es va passar a Ecosia com a motor de cerca per defecte. D'ençà de la versió 44.0.2+, Ecosia és el motor de cerca per defecte navegador web Waterfox.

## Arbres plantats
|              | 2015        | 2016        | 2017        | 2018        | 2019        | 2020        | 2021        |
| ------------ | ----------- | ----------- | ----------- | ----------- | ----------- | ----------- | ----------- |
| Gener        | 208.333     | 258.393     | 985.642     | 1.873.037   | 1.983.139   | 1.427.691   | 671.352     |
| Febrer       | 223.333     | 233.929     | 687.056     | 3.706.716   | 1.594.807   | 958.876     |             |
| Març         | 240.000     | 299.107     | 972.487     | 2.083.682   | 490.137     | 2.463.014   |             |
| Abril        | 166.666     | 631.338     | 2.761.537   | 1.757.131   | 3.474.205   | 619.396     |             |
| Maig         | 167.167     | 372.092     | 1.874.712   | 2.332.407   | 3.474.205   | 6.996.214   |             |
| Juny         | 107.400     | 367.621     | 929.618     | 4.850.375   | 1.936.613   | 6.712.923   |             |
| Juliol       | 149.167     | 371.825     | 1.765.067   | 2.201.241   | 408.056     | 642.270     |             |
| Agost        | 157.500     | 352.491     | 1.375.591   | 1.100.847   | 132.064     | 2.787.729   |             |
| Setembre     | 188.334     | 352.491     | 2.450.511   | 2.501.497   | 3.473.251   | 3.429.568   |             |
| Octubre      | 212.334     | 801.255     | 2.450.511   | 1.285.013   | 485.348     | 1.392.545   |             |
| Novembre     | 158167      | 383.968     | 2.508.805   | 1.111.426   | 6.509.614   | 657.586     |             |
| Desembre     | 208.167     | 349.491     | 1.871.542   | 2.247.357   | 9.730.223   | 4.969.266   |             |
| Total anual: | 2.186.568   | 4.774.001   | 20.633.079  | 27.050.729  | 33.691.662  | 33.057.078  | 671.352     |
| Total:       | 120.014.338 | 120.014.338 | 120.014.338 | 120.014.338 | 120.014.338 | 120.014.338 | 120.014.338 |

| Any             | 2015      | 2016      | 2017       | 2018       | 2019       | 2020        |
| --------------- | --------- | --------- | ---------- | ---------- | ---------- | ----------- |
| Arbres plantats | 2.186.568 | 4.774.001 | 20.633.079 | 27.050.729 | 33.691.662 | 33.057.078  |
| Suma arbres     | 2.186.568 | 6.960.569 | 27.593.648 | 54.644.377 | 88.336.039 | 121.393.117 |

Arbres plantats: Nombre d'arbres que s'han plantat cada any.
Suma arbres: Nombre acumulat d'arbres plantats.
| Any  | Arbres plantats | Ascensor   |
| ---- | --------------- | ---------- |
| 2015 | 2.186.568       | Augment    |
| 2016 | 4.774.001       | Augment    |
| 2017 | 20.633.079      | Augment    |
| 2018 | 27.050.729      | Augment    |
| 2019 | 33.691.662      | Augment    |
| 2020 | 33.057.078      | Disminució |

## Eliminació CO₂
| Any | 2015         | 2016          | 2017          | 2018           | 2019           | 2020           |
| --- | ------------ | ------------- | ------------- | -------------- | -------------- | -------------- |
| Co2 | 4.482.464 KG | 14.269.166 KG | 56.566.978 KG | 112.020.972 KG | 181.088.879 KG | 248.855.889 KG |

Un arbre de mitjana elimina 2,05 kg de CO₂ l'any si això ho multipliquem pels arbres que Ecosia ha anat plantant durant els últims 20 anys (previsió de vida d'un arbre) podrem calcular la mitjana de CO₂ que han eliminat els arbres plantats per Ecosia.

## Botiga d'Ecosia
Ecosia disposa d'una botiga en línia on ven tot tipus de jerseis, dessuadores i samarretes per a nens i adults. D'aquesta manera, el motor de cerca disposa d'un recurs més per a aconseguir el seu principal objectiu: la reforestació mundial. Per cada samarreta o jersei s'aconsegueixen diners suficients per a plantar 20 arbres i per la compra d'una dessuadora es poden obtenir ingressos per a plantar-ne 11. El disseny de totes les peces de roba està relacionat amb la pròpia iniciativa d'Ecosia.
Els productes de la botiga estan fets de cotó orgànic i produïts en fàbriques que funcionen a partir d'energia renovable.